# Mosesgegh
Mosesgegh (en arménien Մոսեսգեղ) est une communauté rurale du marz de Tavush, en Arménie. Elle compte 2 046 habitants en 2008.